# Grasshopper Club (hockey)
Grasshopper Club Zürich Landhockey is een Zwitserse hockeyclub uit Zürich.
De club werd opgericht in 1923 en ontstond uit de gelijknamige voetbalclub. De club behaalde bij de mannen zeven veld- en acht zaalkampioenschappen. De vrouwen behaalden negen veld- en zeven zaalkampioenschappen. Grasshopper komt momenteel bij zowel de heren als bij de dames uit op het hoogste niveau.